# Misumenops aikoae
Misumenops aikoae är en spindelart som beskrevs av Schick 1965. Misumenops aikoae ingår i släktet Misumenops och familjen krabbspindlar. Inga underarter finns listade i Catalogue of Life.